# Junge Christlich Soziale Union „Junge Demokraten“
Junge Christlich Soziale Union „Junge Demokraten“ (JCSU; belarussisch Моладзевы хрысціянска-сацыяльны саюз «Маладыя Дэмакраты» Moladsewy chryszijanska-sazyjalny sajus „Maladyja Demakraty“) ist eine selbständige Jugendorganisation in Minsk, Belarus, deren Ideologie die christlich-demokratischen Werte zugrunde liegen. Seit 2004 hat die Organisation den Status des ständigen Beobachters bei der YEPP, der Jugendorganisation der Europäischen Volkspartei (EVP). Die JCSU ist eine Partnerorganisation in Belarus für die Junge Union.

## Geschichte
Die Organisation wurde im Jahre 1997 gegründet und vom Justizministerium von Belarus offiziell registriert. Vor der Parlamentswahl 2004 entschied das Oberste Gericht in Belarus, die JCSU aufzulösen. Grund hierzu war ein Antrag des Justizministeriums wegen formaler Fehler. Den wahren Grund des Statusentzugs vermutet man darin, dass die Organisation eine der größten demokratischen in Belarus registrierten Jugendbewegungen war, ferner die Teilnahme der Mitglieder der JCSU „Junge Demokraten“ an den Initiativegruppen der Oppositionskandidaten und an den Straßendemonstrationen.
2002 entschied die JCSU, mit der „Vereinigten Bürgerpartei von Belarus“ zusammenzuarbeiten und als deren Jugendorganisation zu fungieren. Sieben Jahre lang arbeitete die JCSU „Junge Demokraten“ mit der Vereinigten Bürgerpartei zusammen. Auf dem letzten Kongress am 22. Februar 2009 kam die Mehrheit der Delegierten zu der Entscheidung, dass die Organisation auch unabhängig von dieser Partei ihre Tätigkeit verwirklichen kann. Einige Mitglieder JCSU „Junge Demokraten“ lehnten diese Entscheidung ab und verließen die Organisation. Sie sind in der heute noch existierenden Jugendorganisation der Vereinigten Bürgerpartei – Jugend VBP verblieben.
Der Kongress 2009 unterstützte Aljaksandr Milinkewitsch als Kandidat für die bevorstehende Präsidentschaftswahl. Dann wurde von den Mitgliedern JCSU „Junge Demokraten“ erneut ein Versuch unternommen, den Status der offiziell registrierten Organisation wiederzuerlangen. Dazu wurden dem Justizministerium alle notwendigen Dokumente zur Verfügung gestellt. Vom Justizministerium wurde dies jedoch verworfen und das Oberste Gericht der Republik Belarus hat diesen Beschluss nicht revidiert.

## Teilnahme am politischen Leben von Belarus
- 2000 – Die unabhängige Beobachtung des Parlamentswahlverlaufs unter der Ägide der OSZE. JCSU „Junge Demokraten“ hat sich wie die Mehrheit der demokratischen Organisationen am Boykott der nicht demokratischen Parlamentswahl beteiligt.
- 2001 – Vor der Präsidentschaftswahl organisierten Mitglieder der JCSU „Die jungen Demokraten“ die Koalition unter dem Titel „Peramenau“, der „Malady Front“, „Assoziation der belarussischen Studenten“, „Assoziation der jungen Unternehmer“, „Maladaja Gramada“, „Jugend VBP“, „Weißrussische Assoziation der jungen Politiker“ beigetreten sind. Die Mitglieder JCSU „Die jungen Demokraten“ nahmen an der Arbeit der Hauptverwaltung, der unabhängigen Beobachtung, den Mobilisierungskampagnen und an den initiativen Gruppen der demokratischen Kandidaten – Alexandr Jaroschuk und Wladimir Gontscharik aktiv teil.
- 2003 – Aktive Teilnahme an den Wahlen in die Gemeindeämter als Kandidaten, Freiwillige und Manager. Einige Mitglieder der JCSU „Die jungen Demokraten“ wurden Abgeordnete der Gemeindeämter in Mahiljou, Rahatschou und anderen Städten.
- 2006 – Während der Präsidentschaftswahl 2006 hat JCSU „Junge Demokraten“ Alexander Milinkevitsch als Einheitskandidaten der Weißrussischen Opposition aktiv unterstützt. Nach der offiziellen Bekundung der Wahlergebnisse, nahmen die Mitglieder JCSU „Junge Demokraten“ an der „Jeansrevolution“ teil; eines der Mitglieder der Organisation, Denis Denisov, war einer der Führer und Symbol des Zeltstädtchens, das einige Tage neben dem Republikpalast auf dem Oktoberplatz in Minsk stand. Zehn Mitglieder von JCSU “Junge Demokraten” wurden während der polizeilichen Auflösung des Zeltstädtchens in der Nacht am 24. März verhaftet.
- 2008 – Vor der Parlamentswahl 2008 waren 3 Mitglieder von JCSU „Die jungen Demokraten“ in die einheitliche Liste der Opposition aus 110 Kandidaten aufgenommen worden: Alexander Schumkewitsch in Molodetschno, Anna Jegorova in Minsk, Arthur Zurbakow in Gomel. Nach den offiziellen Ergebnissen gelang allerdings keinem der Oppositionskandidaten der Einzug ins Parlament. Dort hatten die Parteien und Nicht-Parteikandidaten des Präsidenten die Plätze erhalten. So hatte Alexander Schumkewitsch 5566 Stimmen oder 10,39 % aller Stimmen der Stadt Molodetschno bekommen.[4]

Seit der Gründung der Organisation wurde die große Menge der aktiven Teilnehmer der JCSU „Junge Demokraten“ wegen ihrer Tätigkeit und des aktiven Eintretens für ihren Standpunkt staatlicherseits behindert.

## Die Leitung der Organisation
- Aljaksandr Schumkewitsch (Vorsitzende)
- Arthur Zurbakow (stellvertretende Vorsitzende)
- Aljaksandr Kuwschinow (internationale Sekretär)

Ihre Vorgänger waren:
- Kirill Ignatik
- Wladimir Tscherwonenko
- Andrej Kasakewitsch

## Besonderheiten
Bei den Parlamentswahlen 2008 war der Vorsitzende der JCSU „Die jungen Demokraten“, Alexander Schumkewitsch, der erste, und noch lange Zeit einzige Kandidat, der eine eigene Webseite besaß und als Instrument zur Kommunikation mit der Wählerschaft nutzte.
Am 11. Mai 2009 fand in Berlin das Treffen des französischen Präsidenten Nicolas Sarkozy und der Kanzlerin Deutschlands, Angela Merkel, statt, an dem auch die Mitglieder von JCSU „Die jungen Demokraten“ teilnahmen. Nach dem Gespräch mit den Vertretern von JCSU „Die jungen Demokraten“ waren Merkel und Sarkozy einverstanden, weiß-rot-weiße Armbänder mit der Aufschrift „Für die Freiheit“ als Beweis der Solidarität mit der belarussischen Opposition zu tragen.